# Annette Kellermann
Annette Kellermann   (Sydney, 6 de juliol de 1886 - Southport, 6 de novembre de 1975) va ser una nedadora professional, i després actriu, que va lluitar a inicis del segle XX pels drets de les dones a l'àmbit de l'esport i del cinema, en especial pel dret a portar un banyador d'una peça, motiu pel qual va arribar a ser detinguda a Boston l'any 1907.

## Biografia
Era filla del violinista d'origen australià Frederick William Kellermann i de la seva dona, la pianista i professora de música francesa Alice Ellen, de soltera Charbonnet.

## Carrera esportiva
Va començar a nedar a sis anys com a tractament per al raquitisme i amb 16 anys fou campiona de Nova Gal·les del Sud. Quan es va traslladar a Melbourne, va obtenir una feina jugant amb els peixos en un tanc de vidre a l'Aquari de l'Exposició. El 1902 va començar a nedar llarga distància i després de fer exhibicions per tot Austràlia, es va traslladar a Anglaterra amb el seu pare, on va nedar en curses al Tàmesi. El 1905, el seu primer intent de creuar el canal de la Mànega es va veure frustrat pel pes del vestit de bany de llana amb faldilla. En resposta a aquests inconvenients, es va cosir mitges negres als banyadors d'un nen i va inventar el banyador d'una sola peça de dona i va continuar participant en curses arreu d'Europa, al Sena i al Danubi, fins que es va traslladar als Estats Units.
Va ser campiona de natació i la primera dona a fer natació sincronitzada, quan encara aquest esport no tenia ni nom, popularitzant-lo amb el seu espectacle en un tanc de vidre al New York Hippodrome el 1907.

## Carrera cinematogràfica
La majoria de pel·lícules que va fer varen ser precisament en papers de ballarina aquàtica. Algunes de les seves pel·lícules són Neptune's Daughter (1914), la seva primera pel·lícula; Venus of the South Seas (1924), que ha estat restaurada el 2004; i Daughter of the Gods (1916), a la qual va gosar aparèixer-hi nua. Té una estrella pròpia al Passeig de la Fama de Hollywood.

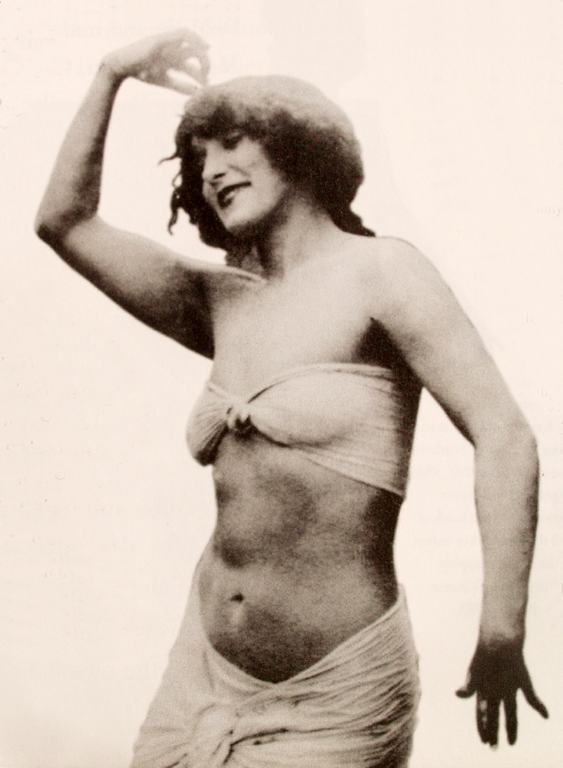
Annette Kellermann el 1916, en biquini

## Altres activitats
Kellermann va defensar sempre la natació com a impulsora de la salut física, la forma física i la bellesa i va fer conferències sobre salut i fitness. Vegetariana com era, durant uns anys va tenir una botiga d'aliments naturals a Califòrnia. També va publicar un llibre de contes infantils Fairy Tales of the South Seas (1926).

## Recreacions
L'any 1952, Esther Williams va protagonitzar una pel·lícula inspirada en la vida de Kellermann: Million Dollar Mermaid.